# حارة بستان المنصور (صنعاء)
حارة بستان المنصور هي إحدى حارات حي بير العزب بمديرية التحرير إحد مديريات العاصمة اليمنية صنعاء، بلغ تعداد سكانها 2049 نسمة حسب تعداد اليمن لعام 2004.